# 得するテレビ
『快適生活バラエティ 得するテレビ』（かいてきせいかつバラエティ とくするテレビ）は、1999年10月3日から2002年9月29日まで、朝日放送・日本テレワークの共同制作により、テレビ朝日系列局で毎週日曜 9:30 - 10:00 （日本標準時）に放送されていた生活情報バラエティ番組である。全147回。アイリスオーヤマの一社提供。

## 概要
番組以前にも『自遊派宣言』（テレビ大阪製作）を放映した関係から、同番組の制作である日本テレワークにより、製作局を朝日放送に企画を持ち込んだのも、本番組の放送することに至った経緯があり、1999年10月から開始されることとなった。
日常生活に役立つ様々な情報を紹介していた番組で、その回の特集内容について紹介するVTRパートと、渡辺正行と島崎和歌子がスタジオでそれらを実践・検証するパートによって構成されていた。渡辺たちは、「あい」と「えりか」（2002年4月からは「なみ」と「ゆみか」）という2人の娘を持つ夫婦の役で出演していた。ナレーターの坂上みきは、番組キャラクターの「ニャン吉」が喋っているという設定で担当していた。
当初はゲストを招かずに行っていたが、2001年8月5日放送分からは毎回ゲストを招くようになった。

## 出演者
- 渡辺正行[2]
- 島崎和歌子[2]
- 深谷愛[2] - 2002年3月31日まで
- 大柳絵梨香[2] - 同上
- 山下奈美 - 2002年4月7日から
- 足立悠美加 - 同上

## スタッフ
- 構成：藤井青銅 ほか
- プロデューサー：市川寿憲、深澤義啓（ABC）、井口義朗
- 制作：朝日放送、日本テレワーク